# 11.º Distrito Congressional da Califórnia
O 11º Distrito Congressional da Califórnia (em inglês:  California's 11th congressional district) é um dos 53 Distritos Congressionais do Estado norte-americano da Califórnia, segundo o censo de 2000 sua população é de 639.087 habitantes, a renda per capita do distrito é de 61,096 dólares.